# Festung von Kruja
Die Festung von Kruja (albanisch Kalaja e Krujës und Kështjella e Krujës) ist eine Festung (Spornburg) in der mittelalbanischen Stadt Kruja. Sie war das Zentrum der Kämpfe von Skanderbeg und seiner Liga von Lezha im Mittelalter Albaniens gegen das Osmanische Reich.

## Lage
Die Festungsanlage schließt sich südlich an das Zentrum von Kruja mit dem Basar an.
Die Burg liegt auf einem auf allen Seiten steil abfallenden Felsblock, der von Ost nach West wie das herumliegende Gelände leicht abfällt. Die maximalen Ausdehnungen des Plateaus betragen 270 auf 150 Meter. Die Fläche der Anlage beträgt 2,25 Hektar, die Umfassungsmauer ist rund 800 Meter lang.
Durch die steilen Felsen auf allen Seiten gab es nur zwei Zugänge zur Festung. Im Westen ist der Festung unterhalb der Felswand ein kleiner Zwinger vorgelagert, der durch einen gut bewachten, schmalen Gang zwischen Tekke und Hamam erreicht werden kann. Dort befindet sich eine Quelle, von der sich der Name der Stadt Kruja ableitet.

## Geschichte
Die Burg ist seit dem 4. oder 5. Jahrhundert bewohnt und wurde ab dem 12. Jahrhundert mit Mauern befestigt. In der Folge sah sie diverse Besitzer, darunter der Serbenkönig Stefan Dušan, die Thopia und ab 1415 die Osmanen.
Im Jahr 1443 übernahm Skanderbeg die Burg kampflos. Die Festung wurde drei Mal – 1450, 1466 und 1467 – von großen osmanischen Heeren belagert, bis sie beim vierten Mal im Jahr 1478, zehn Jahre nach dem Tod Skanderbegs, fiel. Die Türken errichteten danach diverse Häuser im osmanischen Stil, und auch die Festungsanlage zu großen Teilen neu, so dass heute vor allem osmanische Bauten zu sehen sind.
Ein Erdbeben im Jahr 1617 ließ Felswände im südöstlichen Bereich einfallen, was die darüberliegende Burgmauer zerstörte. Die Festung wurde gemäß Machiel Kiel im Jahr 1831 bei Aufständen gegen die Tanzimat von den Osmanen geschleift; Baki Dollma gibt 1855 an.
Im Toptani-Haus, einem großen und aufwändig gestalteten osmanischen Herrenhaus aus dem Jahr 1764, befand sich bis zum Zweiten Weltkrieg die Unterpräfektur, das Gericht und das Gefängnis von Kruja.
Uhrturm und Dollmatekke wurden beim Erdbeben von 2019 stark beschädigt und mussten in der Folge restauriert werden.

## Bauten

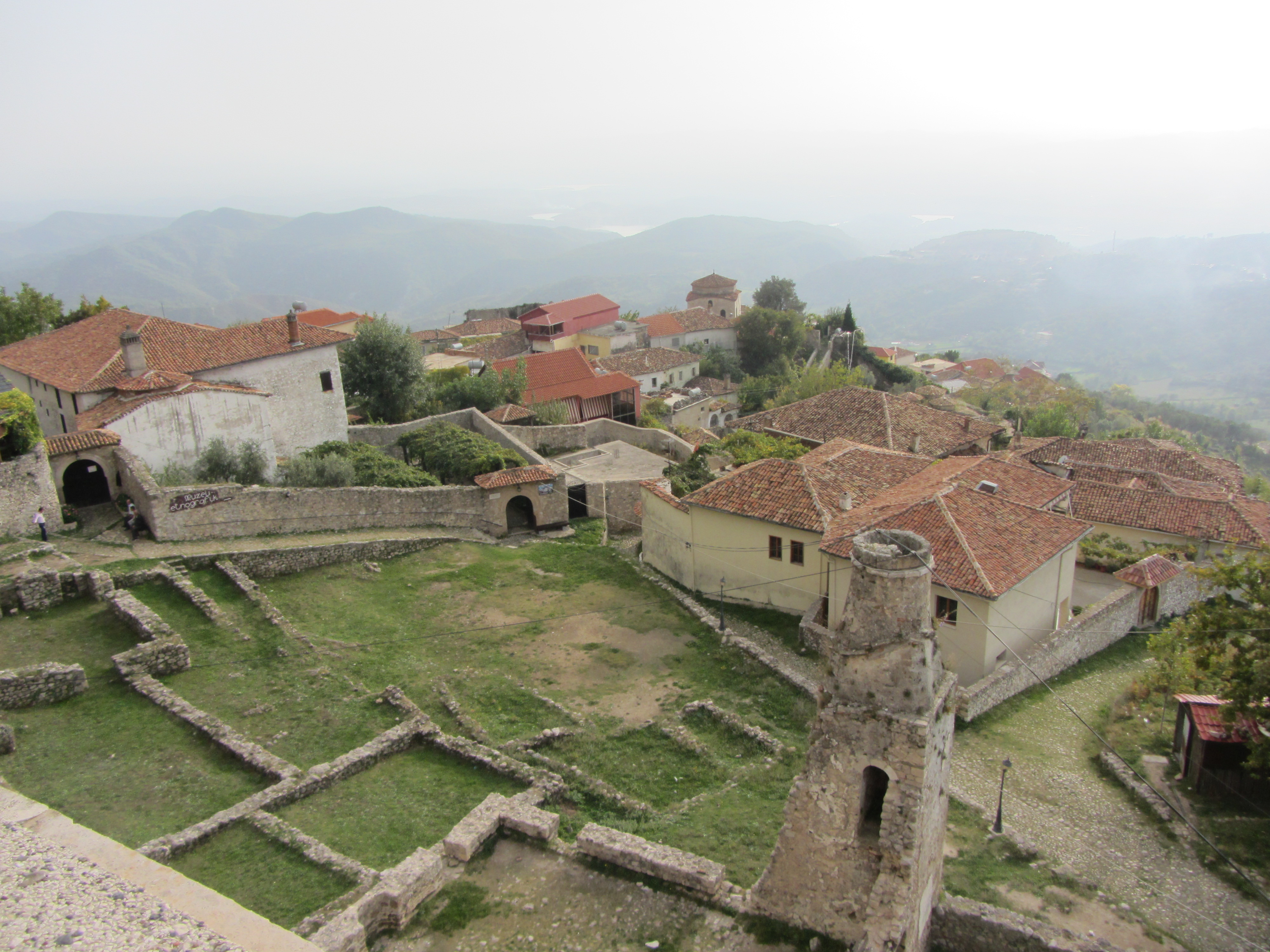
Blick über die Festungsanlage von der Museumsterrasse mit Resten der Moschee im Vordergrund, Ethnologischem Museum links und Tekke in der Bildmitte

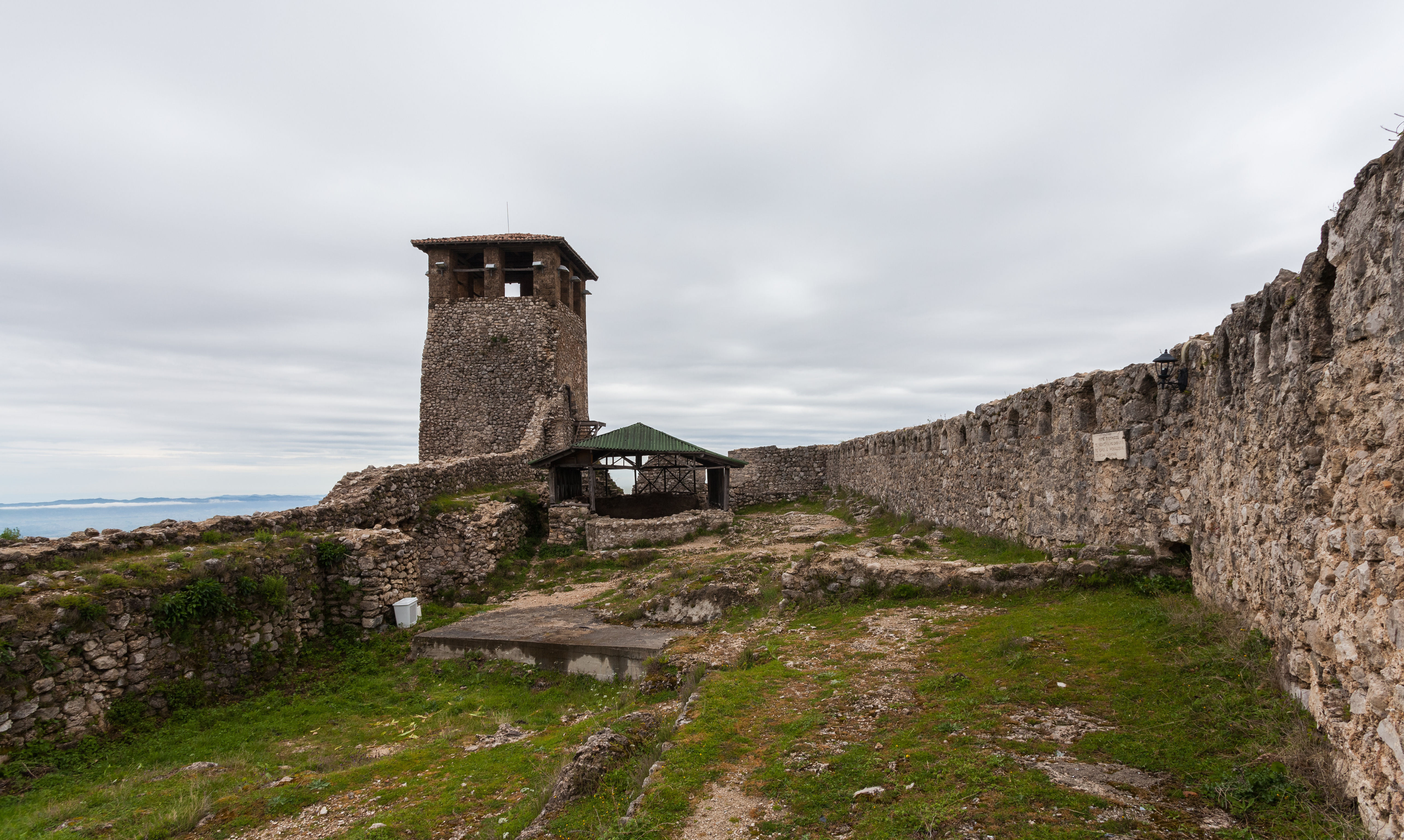
Akropolis mit Ruinen der Kirche, östliche Umfassungsmauer und Uhrturm

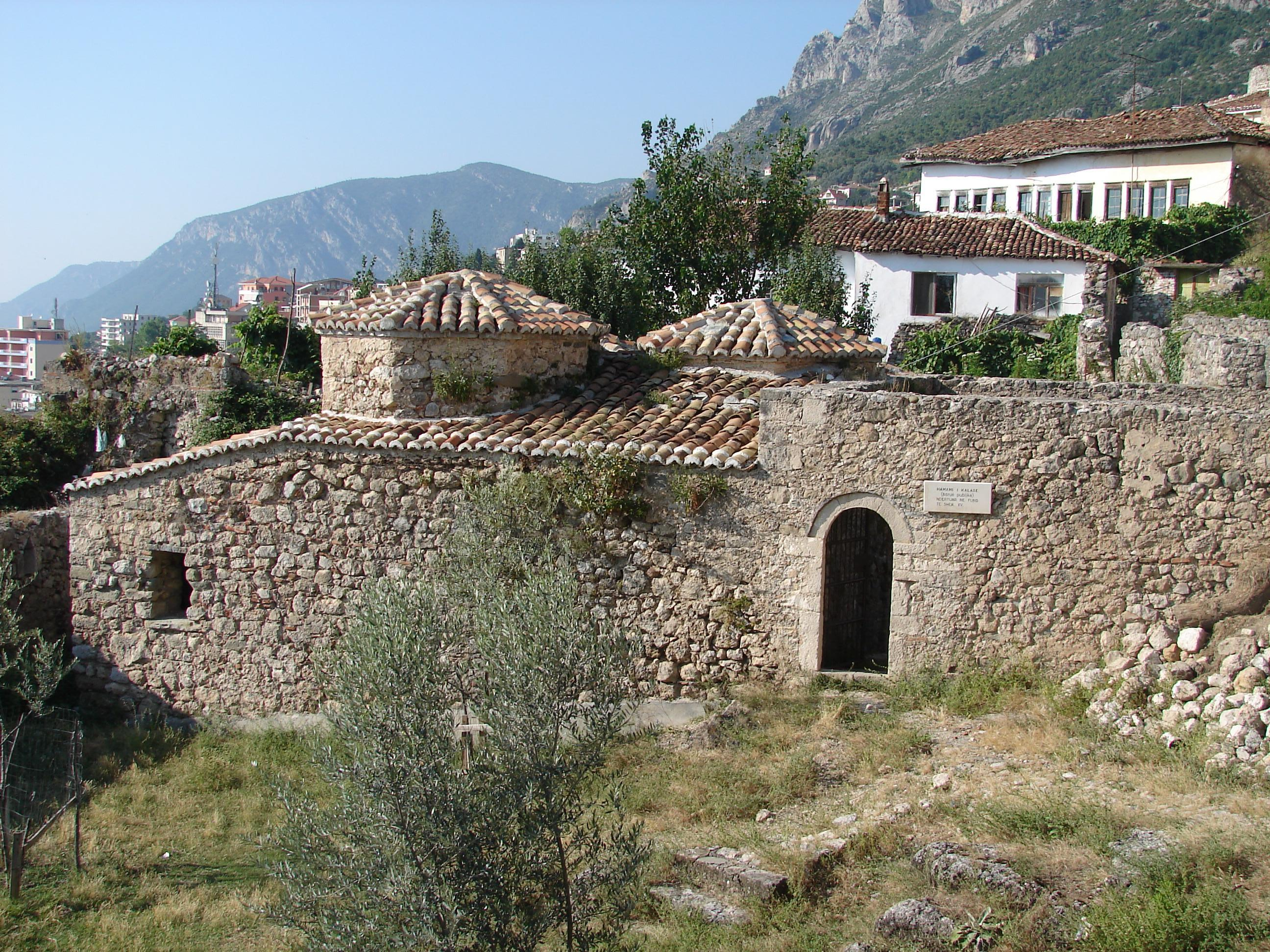
Hamam

Neben Restaurants im oberen und einigen Wohnhäusern im unteren Teil gibt es auf der Burg mehrere Sehenswürdigkeiten:
- Überreste von Kirchen wurden im Südwesten und im Nordosten gefunden. Die Kapelle im Südwesten stammt aus dem 9. Jahrhundert. Sie liegt östlich der Tekke. Die Kirche im oberen Teil der Burg hinter dem großen Turm, den die Archäologen als Akropolis bezeichnen, wurde wohl in der ersten Hälfte des 15. Jahrhunderts gebaut. Gleich daneben wurden noch die Ruinen einer kleinen Kapelle gefunden, die aus dem 12. Jahrhundert stammen dürfte.[10][3]
- Gleich neben dem Haupteingang befinden sich die Ruinen der Sultan-Mehmed-Fatih-Moschee, die im kurzen Zeitraum zwischen Eroberung der Anlage und dem Tod von Sultan Mehmed II. im Jahr 1481 eingerichtet worden sein muss, wo sich früher eine Kirche befand. Nachdem die Moschee vermutlich im Jahr 1831 von den Osmanen zerstört worden war, wurde 1838 unter Sultan Mahmud II. eine komplett neue Moschee errichtet. Von der Moschee, irgendwann nach dem Zweiten Weltkrieg zerfallen, sind nur noch die Grundmauern und der untere Teil des Minaretts erhalten. Letzteres wurde aber bereits 1917 bei einem Unwetter zerstört. Die Moschee diente bis 1937 als Gotteshaus. Während des Zweiten Weltkriegs war darin Munition gelagert.[5][11]
- Der Hamam (türkisches Bad) im Westen der Anlage wurde wohl bereits im 15. Jahrhundert errichtet.[12]
- Die anderthalb Meter dicke Mauer ist mit neun Türmen befestigt. Im oberen Teil der Festungsanlage befand sich kurzzeitig ein inneres Kastell. Eine zusätzliche Mauer umfasste die Quelle im Südwesten, die außerhalb der eigentlichen Festungsmauer sprudelt.[13]
- Auf der höchsten Stelle der Festung im Nordosten befindet sich von Weitem sichtbar eine Sahat Kula.[10] Der Uhrturm, der auch kulla e orës genannt wird, wurde im 17. Jahrhundert aus einem Wehrturm umgebaut und erinnert heute noch stark an einen Verteidigungsbau.[3] Der Turm ist 15 Meter hoch.[6] Die Glocke wurde 1903 von einem Priester aus Laç gestiftet.[14]
- Die Dollmatekke der Bektaschi am südwestlichen Ende der Anlage trägt das Baujahr 1788 als Inschrift.[3]
- In einem großen Herrenhaus aus osmanischer Zeit wurde das Ethnographische Museum untergebracht.[3]
- Überreste diverser Häuser sowie weitere restaurierte Häuser aus türkischer Zeit
- Das Skanderbeg-Museum ist ein Neubau aus den 1980er Jahren.